# 對不起，我愛你 (2009年電影)
《對不起，我愛你》是2009年的一部愛情題材電影，由導演林育賢執導的第二部劇情長片，於2009年1月9日在台灣首映。劇中的男女主角吳懷中和田中千繪都是以其本名來演出。該片接受高雄市政府新台幣150萬元的輔導金資助拍攝。
電影是導演林育賢為因《海角七號》而成名的日本演員田中千繪量身定做的電影，并取材田中千繪自己的故事來改編。而田中千繪對高雄的印象最深刻，故而電影幾乎取材於高雄。而除了拍攝地點在高雄外，其他演員也幾乎都是來自高雄。

## 外部連結
- 《對不起，我愛你》官方網站
- 《對不起，我愛你》官方部落格 （页面存档备份，存于）
- Yahoo奇摩電影上《對不起，我愛你》的資料（繁體中文）
- MSN娛樂上《對不起，我愛你》的資料（繁體中文）

- 開眼電影網上《對不起，我愛你》的資料（繁體中文）
- 豆瓣电影上《對不起，我愛你》的資料 （简体中文）
- 时光网上《對不起，我愛你》的資料（简体中文）
- AllMovie上《對不起，我愛你》的资料（英文）
- 爛番茄上《對不起，我愛你》的資料（英文）
- 香港影庫上《對不起，我愛你》的資料（繁體中文）
- 互联网电影数据库（IMDb）上《對不起，我愛你》的资料（英文）